# Андроникова, Манана Ираклиевна
Манана Ираклиевна Андроникова (1936 — 1975) — советский искусствовед, автор и ведущая цикла телевизионных передач «Портреты портретов», преподаватель ВГИКа.

## Биография
Дочь писателя И. Андроникова и актрисы В. Робинзон. 
Училась на историческом факультете МГУ (искусствоведческое отделение). По совету И. Зильберштейна темой своей дипломной работы избрала творчество одного из создателей Товарищества передвижных выставок художника А. П. Боголюбова. Дипломная работа Андрониковой была издана отдельной книгой в 1962 году. 
Став аспиранткой Института истории искусств, Андроникова увлеклась новой темой — связями между живописью и кинематографом. В 1964 году в журнале «Искусство кино» была опубликована её статья «История движущейся камеры». В 1965 году Андроникова защитила диссертацию «Пластические истоки кинематографа», её научным руководителем был С. И. Юткевич. По результатам защиты ей была единогласно присвоена степень кандидата искусствоведения, а Всесоюзный государственный институт кинематографии пригласил её на преподавательскую работу. Андроникова читала во ВГИКе курс лекций на тему «Всеобщая история искусств». В работе «Сколько лет кино?», вышедшей в свет в 1968 году, Андроникова развивала тему, которой в своё время коснулся С. Эйзенштейн, рассматривавший кинематограф как развитие живописи.
В 1970—1972 годах на первой программе Центрального телевидения М. Андроникова вела цикл из двенадцати передач «Портреты портретов». В последние месяцы жизни она работала над новой телевизионной передачей, посвящённой жизни и творчеству Микеланджело.
Покончила с собой, выбросившись из окна. Похоронена на Введенском кладбище (18 уч.).

## Публикации
- «Боголюбов. (1824—1896)» (1962)
- «Заметки о телевидении» — в соавторстве с И. Андрониковым (1963)
- «Сколько лет кино?» (1968)
- «От прототипа к образу» (1972)
- «Об искусстве портрета» (1975)
- «Портрет. От наскальных рисунков до звукового фильма» (1980)